# Transistor de junção bipolar
O transistor bipolar de junção, TBJ, (bipolar junction transistor, BJT, em inglês), é o tipo de transistor mais comum, devido a sua facilidade de polarização e durabilidade. Recebe esse nome porque o processo de condução é realizado por dois tipos de carga - positiva (lacunas) e negativa (elétrons).

## História
O transistor bipolar de junção foi o primeiro tipo de transistor a ser produzido, e que valeu o Prémio Nobel, aos seus inventores. Até hoje, permanece como o único prémio Nobel a ser atribuído a um dispositivo de engenharia.
Os primeiros transistores foram produzidos com Germânio e passado algum tempo começou a ser utilizado o Silício.

O objetivo dos inventores foi substituir as válvulas termoiônicas, que consumiam muita energia, tinham muito baixo rendimento e funcionavam com tensões da ordem das centenas de volts.

TJB do tipo NPN

## Estrutura do TBJ
O TBJ é um dispositivo de três terminais, sendo os quais, a Base, o Emissor (Emitter)  e o Coletor (Collector). O nome de "bipolar", vem de o transporte de carga se efetuar por dois portadores, elétrons (N) e lacunas (P). O parâmetro mais importante utilizado nos modelos do TBJ é o ganho de corrente entre coletor e base, denotado por {\displaystyle \beta }. Este está relacionado com o processo de fabrico, a tecnologia e as dimensões do dispositivo.
Existem essencialmente dois tipos de TBJ: NPN (veja na imagem) e PNP. O primeiro, como o nome indica, tem semicondutor de que é feito o Coletor, a Base, e o Emissor, dopado N-P-N, respetivamente. De modo análogo se passa com o do tipo PNP.

## Modos de Funcionamento[2]

Corte transversal da estrutura de um TJB

Estrutura do dispositivo com as tensões e correntes convencionais

As relações mais básicas das grandezas associadas ao dispositivo são:
Da lei dos nós:
{\displaystyle i_{E}=i_{C}+i_{B}}
Da lei das malhas:
{\displaystyle v_{BC}=v_{CE}-v_{BE}}

### CORTE
Se {\displaystyle v_{BE}<0} e {\displaystyle v_{BC}<0}
Neste modo o transístor não tem corrente a percorrê-lo.
{\displaystyle i_{B}=i_{C}=0}
Ou seja, funciona como um circuito aberto entre os seus terminais.
Tem aplicação em Circuitos Digitais.

### SATURAÇÃO
Se {\displaystyle v_{BE}>0} e {\displaystyle v_{BC}>0}
Neste caso, o transístor conduz corrente e como a junção coletor-base é polarizada diretamente, tem-se {\displaystyle i_{C}<\beta i_{B}}.
Considera-se que o transístor está plenamente saturado quando {\displaystyle v_{CE}\approx 0.2V}.
Deste modo, é o circuito exterior ao dispositivo que determina se está na Zona Ativa Direta ou na Saturação
Aplicação em Circuitos Digitais

### MODO ATIVO DIRETO
Se {\displaystyle v_{BE}>0} e {\displaystyle v_{BC}<0}
Aplicação em Circuitos Analógicos